# Plac Solny w Bydgoszczy
Plac Solny – plac w Bydgoszczy nad rzeką Brdą.

## Położenie
Plac Solny znajduje się między rzeką Brdą, a ulicą Grodzką w Bydgoszczy u wylotu ulicy Przy Zamczysku.
Wschodnią pierzeję placu stanowi budynek PZU. Stronę zachodnią zamykają obiekty BRE Banku tzw. „nowe spichrze”.
Od południa plac ogranicza ul. Grodzka, a za nią znajduje się budynek przedszkola wzniesiony na fundamentach dawnego zamku.

## Historia
Plac leży na skraju dawnego wzgórza grodowego, na którym w połowie XIV wieku król Kazimierz Wielki wybudował zamek. Na początku XIX wieku w obrębie dzisiejszego placu wzniesiono budynki rafinerii cukru trzcinowego. Materiał do budowy pochodził z rozbiórki ruin pobliskiego zamku.
Obiekty przemysłowe istniały jeszcze w 1876 r. Pusty plac widnieje dopiero na mapie miasta z 1900 r. Nabrzeże Brdy było wówczas wykorzystywane do załadunku i towarów z barek, podążających drogą wodną Wisła-Odra.
Plac Solny w obecnym kształcie powstał po budowie w sąsiedztwie obiektów BRE Banku w 1998 r. Obecnie jest on wykorzystywany jako parking, a w okresie letnim okazyjnie do prowadzenia imprez plenerowych.

## Galeria

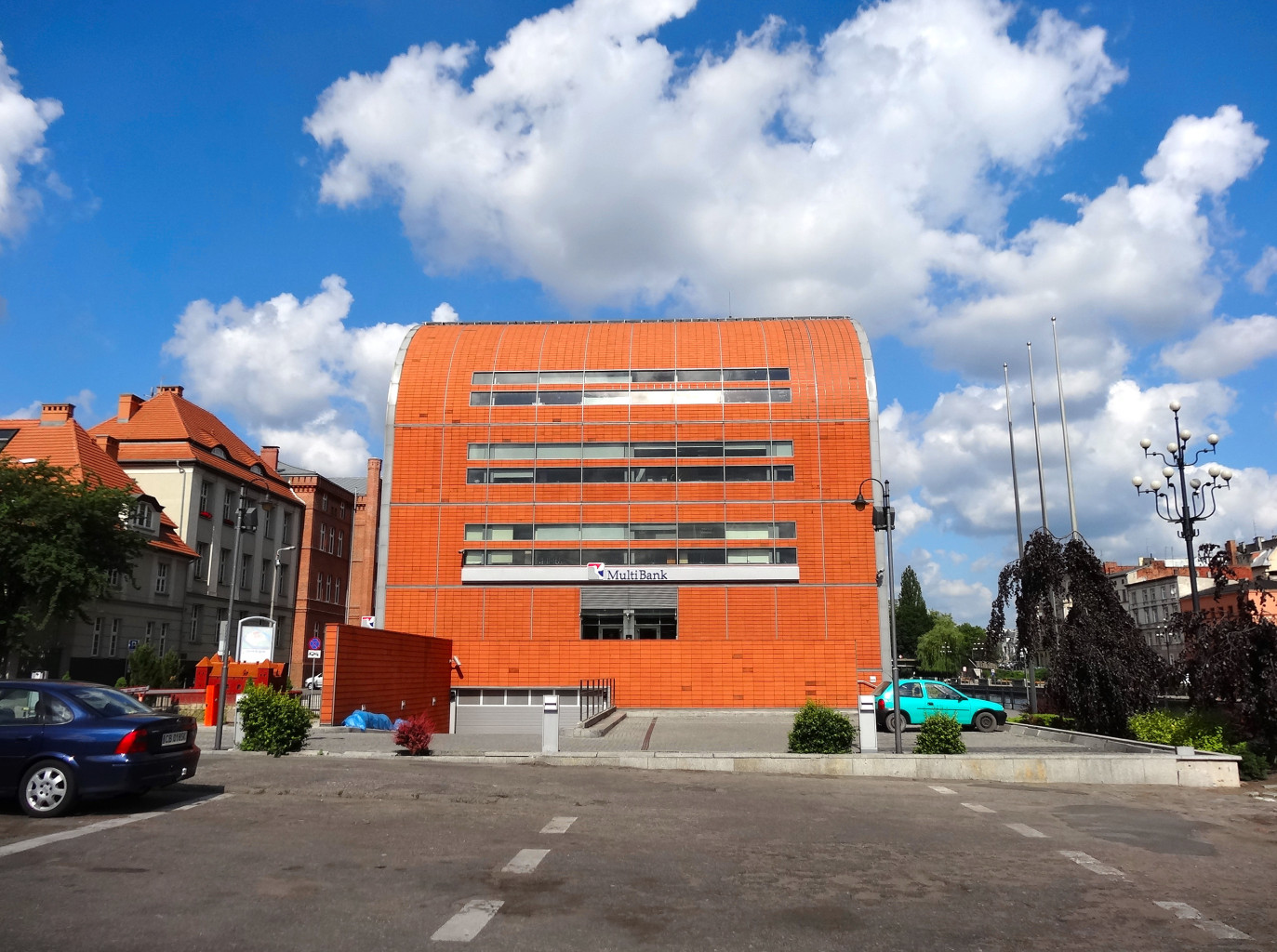
Widok na zachód – Nowe Spichrze
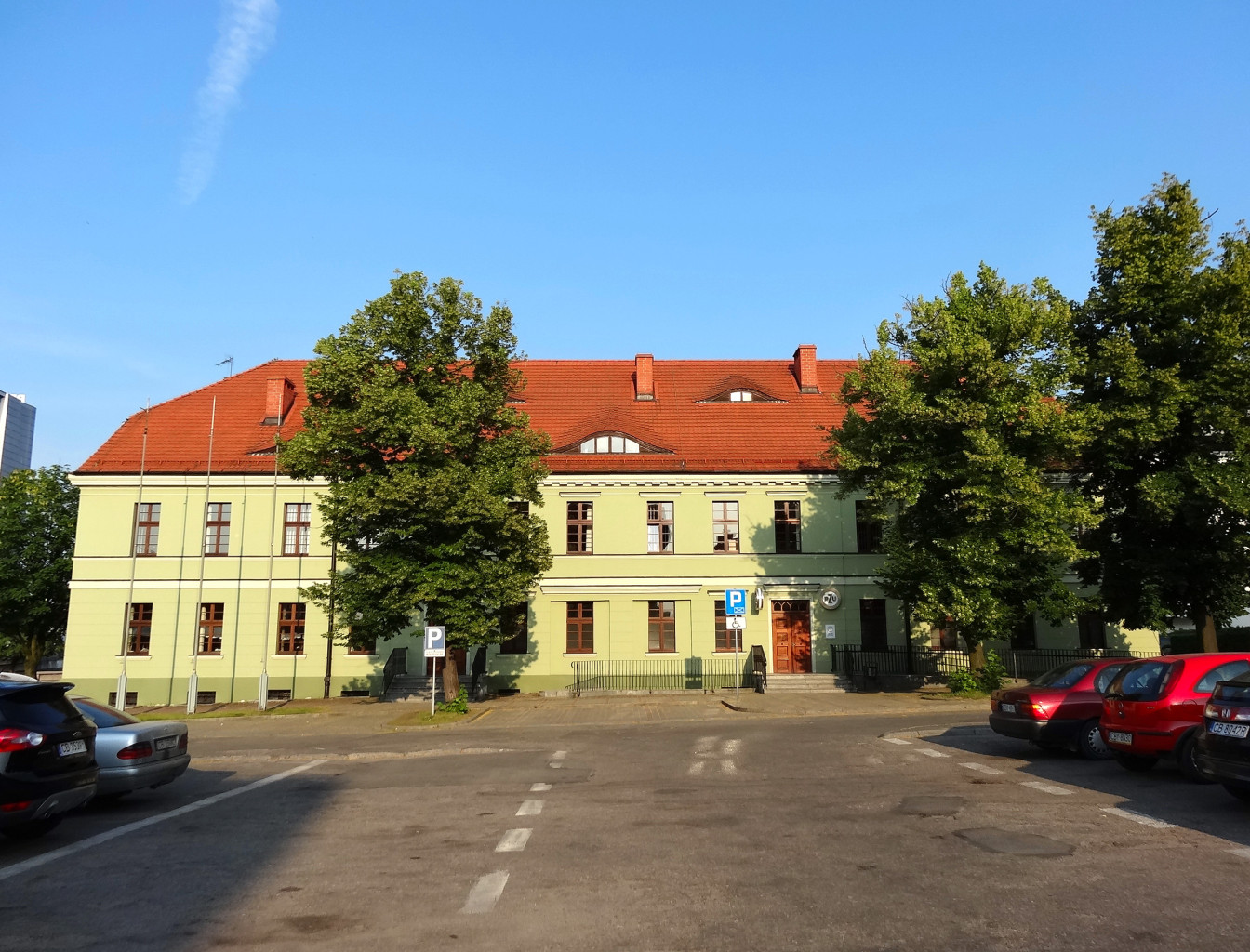
Widok na wschód – budynek PZU
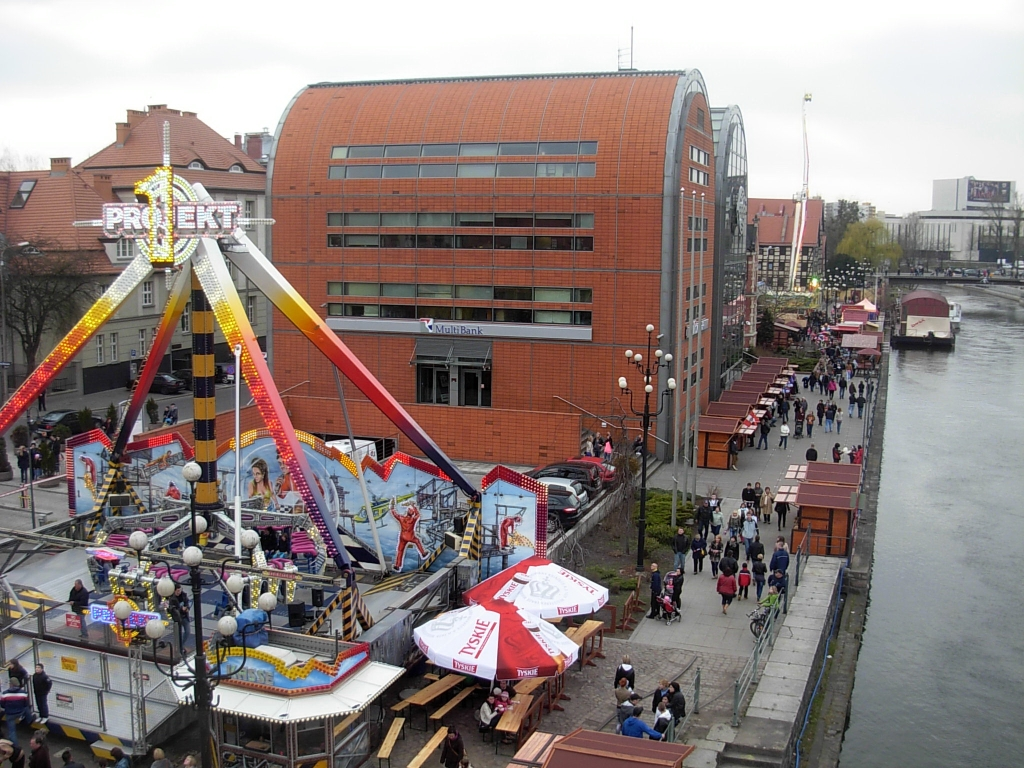
Festiwal Rozrywki na placu Solnym
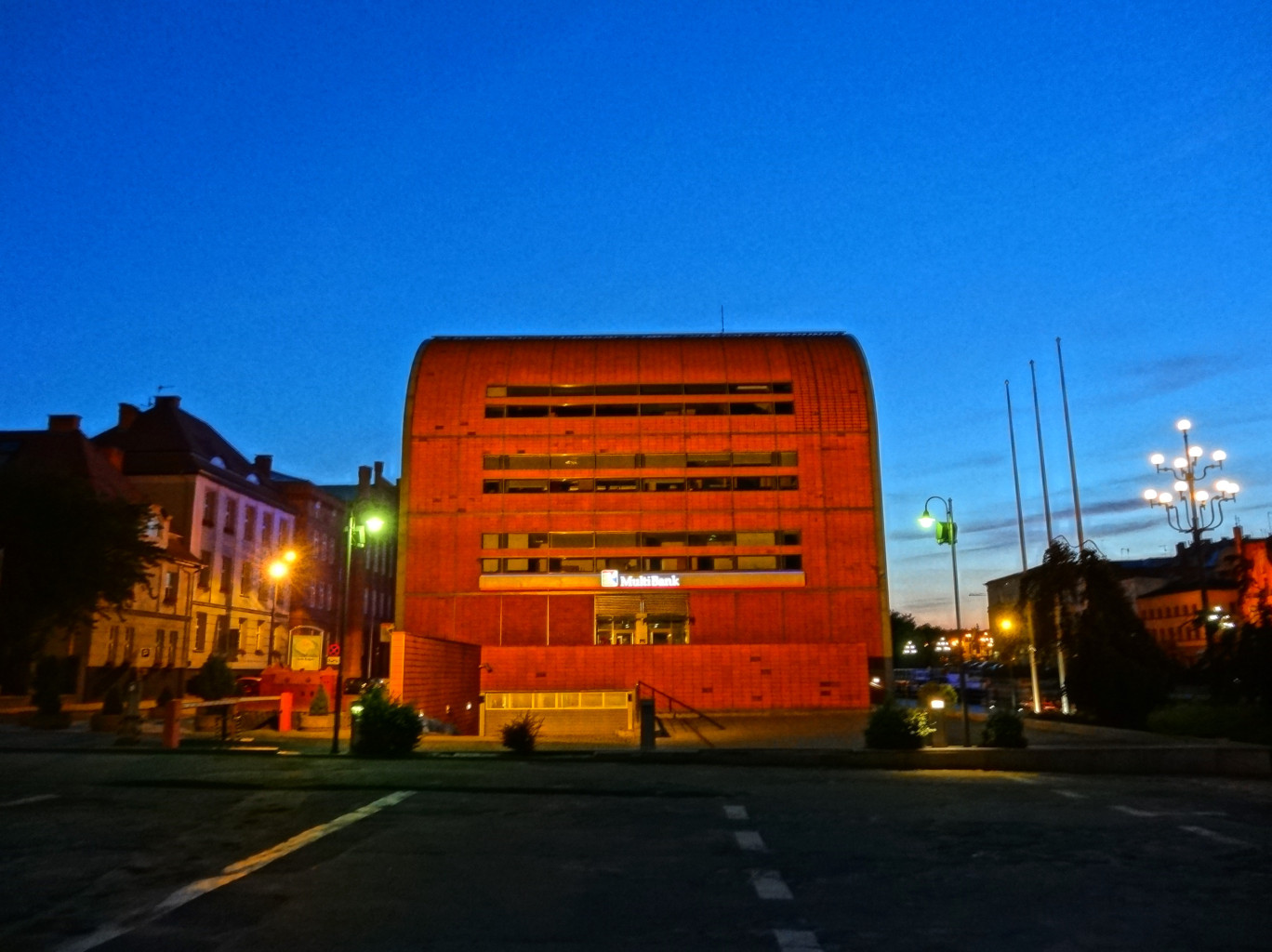
Wieczorem